# Joumana Haddad
Joumana Haddad (arabiska:جمانة حداد), född i Beirut den 6 december 1970, är en libanesisk poet, översättare och journalist. Hon är chef för kultursidorna på tidningen An Nahar, och har administrerat litteraturpriset IPAF ("det arabiska Bookerpriset") 2007-2011, där hon numera ingår i styrelsen. Hon är även chefredaktör för litteratur- och konsttidskriften Jasad.
Haddad, som skriver på arabiska, har gett ut ett tiotal diktsamlingar. Hon har översatts till flera språk och vunnit flera litterära priser, bland andra Arab Press Award (Dubai, 2006), NordSud International Poetry Prize (Italien, 2009) och Blue Metropolis Award for Arab Writers (Montréal, 2010). Hon var en av de 39 arabiska författare under 40 år som valdes ut till antologin Beirut 39, huvudprojektet när Beirut var Unescos bokhuvudstad 2009. I augusti 2010 mottog hon priset Rodolfo Gentili i Porto Recanati i Italien.
En av Haddads böcker, Lilits återkomst, finns översatt till svenska av Jan Henrik Swahn (Bokförlaget Tranan, 2010).
Haddad talar sju språk och har översatt flera arbeten, till exempel en antologi om modern libanesisk poesi på spanska som har publicerats i Spanien och andra latinamerikanska länder. Hon har också sammanställt en beskrivande poetisk antologi om 150 poeter som begick självmord under 1900-talet.
Hon är chefredaktör för tidskriften Jasad, en kontroversiell arabisk tidskrift där hon fokuserar på texter och bilder om kroppen. Hon har intervjuat många kända internationella författare som Umberto Eco, Paul Auster, Jose Saramago, Peter Handke, Elfriede Jelinek, och andra.
År 2009 skrev Haddad manus till filmen Qu'est ce qui se passe? tillsammans med den libanesiske regissören Jocelyne Saab. Hon hade också en roll i en dokumentär om den palestinske poeten Mahmoud Darwish.
I juli 2013 utsågs hon till hedersambassadör för staden Neapel inom kultur och mänskliga rättigheter.

### På engelska
- Invitation to a Secret Feast (2008)
- Madinah, city stories from the Middle East (2008)[7]

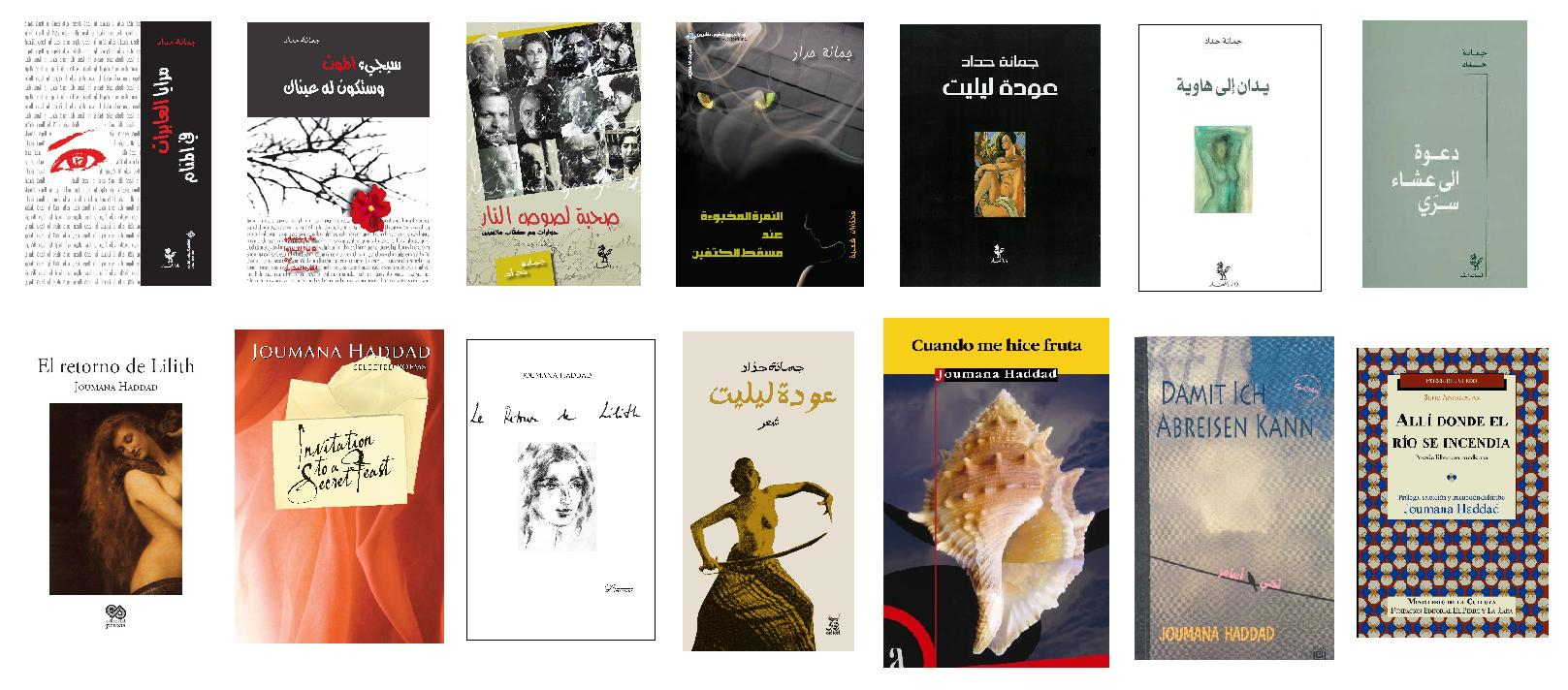
Några av Haddads böcker

- I Killed Scheherazade (2010)[8].

### På andra språk
- Damit ich abreisen kann (2005)
- Allí donde el río se incendia (2005)
- Cuando me hice fruta (2006)
- Adrenalina (2009)[9]
- Espejos de las fugaces (2010)[10]
- Miroirs des passantes dans le songe (2010)[11]